# 巨輪
《巨輪》（英語：Brother's Keeper）是香港電視廣播有限公司拍攝製作的時裝倫理電視劇，是由陳展鵬、鍾嘉欣、蕭正楠及田蕊妮領銜主演，並由阮兆祥、李司棋、劉江、張繼聰及李國麟聯合演出，監製為王心慰。此劇是2013無綫節目巡禮之一，亦是第十七屆香港國際影視展中無綫電視推介的17部電視劇之一。本劇以澳門鉅記餅家發跡的故事作改編，並由鉅記特約贊助，於澳門拍攝外景及在鉅記店舖作實景拍攝。有網民該劇被指仿製亞洲電視自製劇集萬家燈火。
2015年7月，此劇原班人馬宣佈開拍續集《巨輪II》，續集在2016年8月29日晚於翡翠台首播。

## 主題
「巨輪」的意思是「時代的巨輪」，由1980年到2013年，描寫香港、澳門兩地的不同面貌。

## 拍攝
《巨輪》於2012年10月17日正式開鏡。本劇拍攝的場景主要在澳門、尖沙咀、油麻地、佐敦、九龍灣、土瓜灣、西九龍等，亦於大三巴、沙螺洞、主教山、土瓜灣舊區取景。

## 後期配樂
本劇的高級編導王偉仁介紹時表示，拍攝時已想到以Beyond的作品《歲月無聲》作插曲，因版權問題，幾經轉折才為《巨輪》拿到該曲的版權來當本劇的背景音樂。

## 廣告贊助
本劇邀得澳門著名餅家鉅記贊助，除借出真正舖位作拍攝用途外，老闆梁燦光先生及甄雅芬小姐更提供大量澳門時局的資訊，對拍攝相當有幫助。原先鉅記答允如以一億元能冠名贊助本劇，作廣告費，但劇組並沒有答應。最後只是向對方借出舖位拍攝，改為沿用本劇的「羅信記」作餅店名稱。
因贊助商鉅記餅家贊助，本劇於9月22日播映15分鐘的製作特輯，一眾主角於9月上旬抵達澳門進行拍攝工作。

## 劇情概要
喬天生（陳展鵬飾）與羅威信（蕭正楠飾）為一對同母異父的兄弟。天生原為香港人，後因父親喬森（李國麟飾）撕毀出生證明書，兩兄弟隨著母親回到佛山。1980年從佛山偷渡來香港，途中失散。哥哥天生獨自來到香港，弟弟威信與媽媽周玉梅（李司棋飾）到了澳門，兩兄弟懷著對生活的理想，各自在兩地建立他們的事業，天生投考香港警察，威信則由小店主成為澳門餅店商人。經過港澳兩地二十多年不同事件後，兩兄弟的命運出現意想不到的逆轉。天生在香港有一要好的女朋友卓靜（鍾嘉欣飾），惟卓靜之母親劉麗娟（謝雪心飾）是權貴失寵的三姨太，希望從此低調生活，女兒對天生的感情更深厚。麗娟有兩個女兒，姐姐卓寧（李亞男飾）和妹妹卓靜。卓靜是一名時裝設計師，天生為圓女友開設自己名牌的心願，不惜與上流社會勾結，做出種種卓靜無法接受的事，包括與名流花比奧（貝安琪飾）發生親密關係... ... 經歷時代巨輪的洗禮，前境變幻莫測，卓靜與天生愈走愈遠，但一個信念深植在他們裡，縱然考驗再苦再難，終在一條既新且活的道路上重遇......

## 演員表

### 卓家
| 演員   | 角色   | 介紹' | 昵稱   | 出現地點    | 出現期間       |
| 洋     | 卓一帆 | 富豪 劉麗娟、繆蘊蘭之夫 卓靜、卓寧之父 | Philip | 香港        | 1990年至1999年 |
| 謝雪心 | 劉麗娟 | 卓家二姨太 卓一帆之妻 卓靜、卓寧之母 與繆蘊蘭不和 |        | 香港        | 1990年至2013年 |
| 文雪兒 | 繆蘊蘭 | 卓家三姨太 卓一帆之妻 卓家明之母 與劉麗娟不和 | Nancy  | 香港        | 1990年至1995年 |
|        | 卓家明 | 卓一帆、繆蘊蘭之長子 卓寧、卓靜同父異母之兄 在卓一帆、繆蘊蘭的话語中提及 | 家明   | 香港        | 1995年至1997年 |
| 李亞男 | 卓 寧  | 時裝設計師 卓一帆、劉麗娟之長女 卓靜之姊 卓家明同父異母之妹 1991年：苗愛關幼堂之義工 | Emily  | 香港        | 1990年至2013年 |
| 鍾嘉欣 | 卓 靜  | 時裝設計師 卓一帆、劉麗娟之次女 卓寧之妹 卓家明同父異母之妹 喬天生之女友,後反目,最後復合 羅威信之暗戀對象 Ivy之好友 Michelle Fabio之好友兼情敵，後反目 Stephen Chow之相親對象 加拿大St.Martin大學畢業 曾於法國跟隨Rico Mars當實習生 Michelle Fabio之專屬時裝設計師 “Oh My God”爲其口頭禪 1991年：苗愛關幼堂之義工；被軍火劉脅持，後獲救 1997年：自創Rachel.C服裝店 2003年：曾感染沙士，後康復 | Rachel | 香港、 澳門 | 1990年至2013年 |
| 林惜貞 | 清 姐  | 卓家傭人 |        | 香港        | 1991年至2013年 |

### 羅家
| 演員            | 角色   | 介紹 | 昵稱        | 出現地點           | 出現期間       |
| 劉 江           | 羅富誠 | 澳門「羅記」車仔檔老闆 周玉梅之夫 羅威信之父，與其不和，後和好 喬天生之繼父，與其不和，後和好並承認其為自己的兒子 | 誠叔        | 佛山、 澳門、 香港 | 1960年至2013年 |
| 甄敏婷 （青年） | 周玉梅 | 郭家傭工 原為澳門黑市居民 羅富誠之妻 喬天生、羅威信之母 郭凱琳、姚文英之契媽 第28集中风，後康復 | 梅姐        | 佛山、 香港        | 1960年至1970年 |
| 李司棋          | 周玉梅 | 郭家傭工 原為澳門黑市居民 羅富誠之妻 喬天生、羅威信之母 郭凱琳、姚文英之契媽 第28集中风，後康復 | 梅姐        | 澳門、 香港        | 1980年至2013年 |
| 朱敏瀚 （少年） | 喬天生 | 香港警察（第3－22集） / 酒店保安總監（第22－24集） 喬森、周玉梅之子，與其喬森針鋒相對，後反目 羅富誠之繼子，与其不和，后和好 羅威信同母異父之兄 喬偉健同父異母之兄兼天敵 卓靜之救命恩人兼男友，後在第24集反目，最後在第28集復合 被Michelle Fabio勾引 楊曼芝之好友兼線人（第31－32集） 與姜勇亦敵亦友，第30集正式反目 1982年：投考皇家香港警察 1991年：以「黑柴」身份涉入黑社會破毒品案（第3集） 2003年：曾感染沙士，後康復（第27集） 2005年：被控妨礙司法公正、公職人員行為失當及串謀殺人罪（頭兩項罪成，第三項因證據不足而撤銷控罪）入獄七年，並判入大欖懲教所（第30集） 2013年：出獄後以「羅波」身份涉入黑社會進行綁架及破販毒案（第1集、第30－32集），實為楊曼芝的線人，最後離港重新發展 | Sam         | 佛山、 香港        | 1980年         |
| 陳展鵬          | 喬天生 | 香港警察（第3－22集） / 酒店保安總監（第22－24集） 喬森、周玉梅之子，與其喬森針鋒相對，後反目 羅富誠之繼子，与其不和，后和好 羅威信同母異父之兄 喬偉健同父異母之兄兼天敵 卓靜之救命恩人兼男友，後在第24集反目，最後在第28集復合 被Michelle Fabio勾引 楊曼芝之好友兼線人（第31－32集） 與姜勇亦敵亦友，第30集正式反目 1982年：投考皇家香港警察 1991年：以「黑柴」身份涉入黑社會破毒品案（第3集） 2003年：曾感染沙士，後康復（第27集） 2005年：被控妨礙司法公正、公職人員行為失當及串謀殺人罪（頭兩項罪成，第三項因證據不足而撤銷控罪）入獄七年，並判入大欖懲教所（第30集） 2013年：出獄後以「羅波」身份涉入黑社會進行綁架及破販毒案（第1集、第30－32集），實為楊曼芝的線人，最後離港重新發展 | Sam         | 澳門、 香港        | 1990年至2013年 |
| 吳諾弘（少年）  | 羅威信 | 「羅信記」老闆 原為澳門黑市居民 羅富誠、周玉梅之子 喬天生同母異父之弟 暗戀卓靜 於第16集和姚文英拍拖 於第26集跟姚文英分手 龍飛、郭凱琳、蕭偉賢、Judy之好友 角色影射梁燦光 | 阿信 信哥哥 | 佛山、 香港、 澳門 | 1980年         |
| 蕭正楠          | 羅威信 | 「羅信記」老闆 原為澳門黑市居民 羅富誠、周玉梅之子 喬天生同母異父之弟 暗戀卓靜 於第16集和姚文英拍拖 於第26集跟姚文英分手 龍飛、郭凱琳、蕭偉賢、Judy之好友 角色影射梁燦光 | 阿信 信哥哥 | 澳門、 香港        | 1990年至2013年 |

### 喬家
| 演員            | 角色   | 介紹 | 昵稱        | 出現地點    | 出現期間       |
| 謝光耀 （青年） | 喬 森  | 督察→總督察 周玉梅之前夫 李慧冰之夫，於第10集遭其反目 喬天生、喬偉健之父                                     | 喬Sir       | 香港        | 1960年至1970年 |
| 李國麟          | 喬 森  | 督察→總督察 周玉梅之前夫 李慧冰之夫，於第10集遭其反目 喬天生、喬偉健之父                                     | 喬Sir       | 香港        | 1980年至2013年 |
| 李司棋          | 周玉梅 | 喬森之前妻 喬天生之母 參見羅家                                                                               | 梅姐        | 佛山、 澳門 | 1980年至2013年 |
| 呂 珊           | 李慧冰 | 喬森之妻，於第10集與其反目 喬偉健之母 喬天生之繼母，與其不和                                                 | 冰姐        | 香港        | 1980年至1990年 |
| 朱敏瀚 （少年） | 喬天生 | 總督察 喬森、周玉梅之子 羅富誠之繼子 喬偉健同父異母之兄兼天敵 羅威信同母異父之兄兼情敵 與李慧冰不和 參見羅家 | Sam Sam Sir | 佛山、 香港 | 1980年         |
| 陳展鵬          | 喬天生 | 總督察 喬森、周玉梅之子 羅富誠之繼子 喬偉健同父異母之兄兼天敵 羅威信同母異父之兄兼情敵 與李慧冰不和 參見羅家 | Sam Sam Sir | 香港、 澳門 | 1990年至2013年 |
| 冼海鍩 （童年） | 喬偉健 | 督察 喬森、李慧冰之子 喬天生同父異母之弟兼天敵 第30集因粗暴對待喬天生及濫用職權被內部調查                    | Kim Kim Sir | 香港        | 1980年         |
| 黃嘉樂          | 喬偉健 | 督察 喬森、李慧冰之子 喬天生同父異母之弟兼天敵 第30集因粗暴對待喬天生及濫用職權被內部調查                    | Kim Kim Sir | 香港、 澳门 | 1990年至2005年 |

### 姚家
| 演員            | 角色   | 介紹 | 昵稱   | 出現地點    | 出現期間       |
| 周 驄           | 英 爺  | 姚亨之父 姚文英、姚浩男之祖父 已去世，僅於第26集在姚文英的回憶出現                                                  |        | 澳門        |                |
| 秦 煌           | 姚 亨  | 英爺之子 姚文英、姚浩男之父 姚浩天之遠房堂伯父 龍飛之岳父                                                           | 亨叔   | 澳門        | 1980年至2013年 |
| 冼迪琦 （童年） | 姚文英 | 姚亨之長女 英爺之孫女 姚浩男之姊 姚浩天之遠房堂妹 於第16集和羅威信拍拖 於第26集跟羅威信分手 龍飛之妻 角色影射甄雅芬 | 倀雞英 | 澳門、 香港 | 1980年至1990年 |
| 田蕊妮          | 姚文英 | 姚亨之長女 英爺之孫女 姚浩男之姊 姚浩天之遠房堂妹 於第16集和羅威信拍拖 於第26集跟羅威信分手 龍飛之妻 角色影射甄雅芬 | 倀雞英 | 澳門、 香港 | 1990年至2013年 |
| 譚真一 （童年） | 姚浩男 | 旅館太子爺 姚亨之子 英爺之孫子 姚文英之弟 姚浩天之遠房堂弟 第11集起追求小紅，於第19集被其欺騙感情並分手             | 阿男   | 澳門        | 1980年至1990年 |
| 何遠東          | 姚浩男 | 旅館太子爺 姚亨之子 英爺之孫子 姚文英之弟 姚浩天之遠房堂弟 第11集起追求小紅，於第19集被其欺騙感情並分手             | 阿男   | 澳門        | 1990年至2013年 |
| 趙永洪          | 姚浩天 | 姚亨之遠房堂侄子 姚文英、姚浩男之遠房堂兄                                                                           |        | 澳門        | 1990年至1997年 |

### 龍家
| 演員   | 角色   | 介紹 | 昵稱      | 出現地點    | 出現期間       |
| 余子明 | 龍廣鑫 | 阮淑娥之夫 龍飛之父                                                                                        | 鑫叔      | 澳門        | 1990年至2005年 |
| 盧宛茵 | 阮淑娥 | 龍廣鑫之妻 龍飛之母                                                                                        |           | 澳門        | 1990年至2005年 |
| 阮兆祥 | 龍 飛  | 手信店「貴興隆」太子爺 保險從業員 龍廣鑫、阮淑娥之子 羅威信之好友 易枝華之表弟 和郭凱琳假扮情侶 姚文英之夫 | 龍少 飛仔 | 澳門、 香港 | 1990年至2013年 |

### 皇家香港警察／香港警察

#### 高層
| 演員   | 角色   | 介紹                                                                            | 出現地點 | 出現期間       |
| 布偉傑 | 湯艾錫 | Issac Thompson 皇家香港警察警司 王鑑豪、喬森、喬天生之上司                      | 香港     | 1990年至1997年 |
| 王俊棠 | 郭丙榮 | 郭Sir 高級警司 詢問喬天生關於爛命財墜樓事情（第5集） 喬天生之上司（第20－22集） | 香港     | 1991年至2005年 |
| 姚 兵  | 大Sir  | 高級警司 詢問喬偉健關於爛命財墜樓事情（第5集）                                  | 香港     | 1991年         |

#### 重案組A Team
| 演員   | 角色   | 介紹 | 出現地點           | 出現期間       |
| 李國麟 | 喬 森  | 督察→總督察 湯艾錫之下屬 王鑑豪之對手兼情敵 喬天生之上司（第5－7集） 楊曼芝、喬偉健、胡耀基、戚啟賓、苗希雯、譚寶明、林正昌之上司 於第19集退休 參見喬家 | 香港               | 1980年至2013年 |
| 李璧琦 | 楊曼芝 | Mandy、Man姐 刑事偵緝處督察→總督察 喬天生之好友兼線人（第31－32集）                                                                                     | 香港、 澳門        | 1990年至2013年 |
| 黃嘉樂 | 喬偉健 | Kim Sir / Kim 督察→高級督察 喬森之下屬 曾被調至觀塘當值 於第30集被控濫用職權而被內部調查 參見喬家                                                       | 香港               | 1990年至2005年 |
| 楊英偉 | 胡耀基 | 胡Sir 督察 喬天生之上司（第3－7集） 戚啟賓、苗希雯、譚寶明、林正昌之上司 喬森之下屬                                                                     | 香港               | 1990年         |
| 陳展鵬 | 喬天生 | Sam Sir 警長 胡耀基之下屬（第3－7集） 喬森之下屬（第5－7集） 參見羅家                                                                                   | 佛山、 香港、 澳門 | 1990年至2013年 |
| 蔡淇俊 | 戚啟賓 | Ben 警察 喬森、胡耀基之下屬（第3－12集） 涉及外圍賭博問題 參見警員自殺及外圍賭博案                                                                      | 香港               | 1990年至1992年 |
| 陳思齊 | 苗希雯 | 阿蚊 警察 喬森、胡耀基之下屬（第3－19集） 楊曼芝、喬偉健之下屬（第20集起）                                                                              | 香港               | 1990年至1999年 |
| 李啟傑 | 譚寶明 | Turbo 警察 喬森、胡耀基之下屬（第3－19集） 楊曼芝、喬偉健之下屬（第20集起）                                                                             | 香港               | 1990年至2013年 |
| 葉 暐  | 林正昌 | 阿昌 警察 喬森、胡耀基之下屬（第3－19集） 楊曼芝、喬偉健之下屬（第20集起）                                                                              | 香港、 澳門        | 1990年至2013年 |
| 楊潮凱 | 關浩正 | 警察 关浩深之兄 楊曼芝、喬偉健之下屬 | 香港、 澳門        | 1997年至2013年 |
| 劉天龍 | 陶孝宇 | 警察 楊曼芝、喬偉健之下屬 | 香港、 澳門        | 1997年至2013年 |
| 陳偉洪 | 泉 仔  | 警察 楊曼芝、喬偉健之下屬 | 香港               | 1997年         |
| 司徒暉 | 皮     | 阿皮 警察 楊曼芝、喬偉健之下屬 | 香港               | 1997年         |
| 湯俊明 | 毛     | 阿Mo 警察 楊曼芝、喬偉健之下屬 | 香港               | 1997年         |

#### 重案組B Team
| 演員   | 角色   | 介紹 | 出現地點           | 出現期間       |
| 鄭子誠 | 王鑑豪 | K.O.Sir 總督察→警司 曾到蘇格蘭場受訓 湯艾錫之下屬 喬森之對手兼情敵 溫國華、陳家威、Mark哥、Rambo之上司（第5－18集） 喬天生之上司（第7－18集） 收買Lulu及其男友勾引湯艾錫 曾與孫美怡發生關係 於第18集在獄中自殺死亡 參見女明星死亡案 | 香港               | 1990年至1995年 |
| 陳展鵬 | 喬天生 | Sam Sir 警長→督察→高級督察→總督察→ 警司(在升為警司前辭職) 王鑑豪之下屬（第7－18集） 郭丙榮之下屬（第20－22集） 陳家威、Mark哥、Rambo之上司（第20－22集） 參見喬家                                                                   | 佛山、 香港、 澳門 | 1990年至2013年 |
| 歐瑞偉 | 溫國華 | 契爺 警署警長 王鑑豪之下屬（第5－18集） 參見女明星死亡案 | 香港               | 1990年至1995年 |
| 李泳豪 | 陳家威 | 打火機 警察 王鑑豪之下屬（第5－18集） 喬天生之下屬（第20－22集） 楊曼芝、喬偉健之下屬（第29集起） | 香港、 澳門        | 1990年至2005年 |
| 何俊軒 | Mark哥 | Mark 警察 王鑑豪之下屬（第5－18集） 喬天生之下屬（第20－22集） | 香港               | 1990年至1999年 |
| 何偉業 | 文學禮 | Rambo 警察 王鑑豪之下屬（第5－18集） 喬天生之下屬（第20－22集） 楊曼芝、喬偉健之下屬（第29集起） | 香港、 澳門        | 1990年至2013年 |
|        | 关浩深 | Sam 警察 关浩正之弟 王sir、乔天生之下属 | 香港、恩平         | 2003年至2013年 |

#### 其他警員
| 演員   | 角色     | 介紹                                                                    | 出現地點 | 出現期間       |
| 霍健邦 | CID      | 替羅威信、卓靜作口供（第1、31集）                                       | 香港     | 2013年         |
| 鄭家俊 | CID      | 替羅威信、卓靜作口供（第1、31集）                                       | 香港     | 2013年         |
| 鍾志光 | 巡 警    | 指引喬天生、羅威信去辦事處登記（第2集） 打劫金舖案發後維持秩序（第9集） | 香港     | 1980年、1992年 |
| 趙樂賢 | 軍裝警察 |                                                                         | 香港     | 1992年         |
| 吳曠利 | 軍裝警察 |                                                                         | 香港     | 1992年         |
| 楊家輝 | 黎Sir    | 重案組C Team總督察                                                      | 香港     | 1995年至2005年 |
| 游莨維 | 番       | 警察 於第32集誤鎗傷喬天生                                               | 香港     | 2013年         |

### 與案件相關人物

#### 1991年：毒品走私案（第3集）
| 演員   | 角色   | 介紹                                                     | 出現地點 | 出現期間 |
| 蔣榮法 | 巴閉哥 | 毒販 曾與喬天生勾結，後反目                              | 香港     | 1991年   |
| 陳展鵬 | 喬天生 | 化名為「黑柴」 巴閉哥之手下 警方臥底 涉入黑社會 參見羅家 | 香港     | 1991年   |

#### 1991年：線人墮樓案（第4－5集）
| 演員   | 角色   | 介紹                                   | 出現地點 | 出現期間 |
|        | 爛命財 | 喬天生之線人 被喬偉健威逼而墮樓        | 香港     | 1991年   |
| 陳展鵬 | 喬天生 | Sam 爛命財墮樓之目擊證人 參見羅家      | 香港     | 1991年   |
| 黃嘉樂 | 喬偉健 | Kim 督察 威逼爛命財導致其墮樓 參見喬家 | 香港     | 1991年   |

#### 1991年：精神病患者自殺及騷擾案（第6、16－17集）
| 演員   | 角色    | 介紹 | 出現地點 | 出現期間       |
| 李霖恩 | Danny仔 | 患有輕微精神病 喜歡Michelle Fabio 於第6集企圖自殘，後被喬天生制服 於第15集再次出現並騷擾Michelle Fabio，後被喬天生趕絕並入住精神病院 於第16集出院 於第17集與Michelle Fabio道歉並承認不再騷擾其，最後移居加拿大 | 香港     | 1990年至1995年 |
| 陳展鵬 | 喬天生  | Sam 談判及制服Danny仔 參見羅家 | 香港     | 1991年         |
| 貝安琪 | 花比奧  | Michelle Fabio Danny仔之喜歡對象 曾被Danny仔騷擾 參見其他演員 | 香港     | 1991年         |

#### 1991年：卓靜脅持案（第6－7集）
| 演員   | 角色   | 介紹                                            | 出現地點 | 出現期間 |
| 徐忠信 | 軍火劉 | 黑幫大佬 於第6集劫持卓靜 於第7集被喬天生擊斃    | 香港     | 1990年   |
| 鍾嘉欣 | 卓 靜  | Rachel 被軍火劉脅持致墮樓 獲喬天生所救 參見卓家 | 香港     | 1991年   |
| 陳展鵬 | 喬天生 | Sam 卓靜之救命恩人 參見羅家                     | 香港     | 1991年   |

#### 1992年：喬天生被投訴案（第8集）
| 演員   | 角色   | 介紹                                                   | 出現地點 | 出現期間 |
| 鍾嘉欣 | 卓 靜  | Rachel 脅持案之目擊證人 否認被騷擾 參見卓家            | 香港     | 1992年   |
| 陳展鵬 | 喬天生 | Sam Sir 警長 被劉麗娟投訴，後來湯艾錫撤銷控訴 參見喬家 | 香港     | 1992年   |
| 謝雪心 | 劉麗娟 | 投訴喬天生濫用職權及騷擾證人 參見卓家                  | 香港     | 1992年   |

#### 1992年：香港大型金舖打劫案（第9集）
| 演員   | 角色     | 介紹                                                                                        | 出現地點 | 出現期間 |
|        | 葉 歡    | 影射葉繼歡 1984年：持械行劫二十多間金舖，被判入獄26年 1989年：逃獄回大陸 1991年：潛逃回香港 | 香港     | 1992年   |
| 柯 嵐  | 蒙面匪徒 | 葉歡之手下 於第9集與葉歡打劫金舖，最後逃脫                                                  | 香港     | 1992年   |
| 謝光耀 | 蒙面匪徒 | 葉歡之手下 於第9集與葉歡打劫金舖，最後逃脫                                                  | 香港     | 1992年   |

#### 1992年：警員自殺及外圍賭博案（第10－12集）
| 演員   | 角色   | 介紹 | 出現地點 | 出現期間 |
|        | 陳彼得 | 觀塘警署警員 涉及外圍賭博 於第10集畏罪於油麻地跳樓自殺身亡                                                                              | 香港     | 1992年   |
| 劉素芳 | 陳 太  | 陳彼得之妻 | 香港     | 1992年   |
| 蔡淇俊 | 戚啟賓 | Ben 曾爲觀塘警署警員 陳彼得之前同事 涉嫌外圍賭博嫌疑 於第12集畏罪企圖自殺未遂，後被喬天生勸服 被喬森陷害，最後被捕及停職 參見警察A Team | 香港     | 1992年   |
| 黃栢文 | 鍾國寶 | 大寶哥 觀塘警署警員 陳彼得之前同事 外圍賭博莊家 於第12集被捕                                                                            | 香港     | 1992年   |
| 陳國峰 | 手 下  | 鍾國寶之手下 於第12集被捕 | 香港     | 1992年   |
| 劉 江  | 羅富誠 | 與鍾國寶、明哥有勾結 涉嫌外圍賭博嫌疑 於第12集被喬天生誤抓，後被釋放 參見羅家                                                           | 香港     | 1992年   |

#### 1995年：女明星死亡案（第16－18集）
| 演員   | 角色       | 介紹 | 出現地點 | 出現期間 |
| 羅欣羚 | 孫美怡     | Candy 電影娛樂明星 姜勇之女友 黃倩儀之好友 曾與姜勇發生爭執 於第16集吸食過量毒品身亡                                       | 香港     | 1995年   |
| 張繼聰 | 姜勇、雷堅 | 影射向華強 孫美怡之男友 被懷疑謀殺孫美怡 參見其他演員                                                                      | 香港     | 1995年   |
| 林秀怡 | 黃倩儀     | Mimi 孫美怡之好友 | 香港     | 1995年   |
| 簡慕華 | 趙美霞     | 霞姐 孫美怡之接戲人 涉嫌毒品交易嫌疑 與王鑑豪勾結 於第18集被捕                                                             | 香港     | 1995年   |
| 方紹聰 |            | 趙美霞之手下 涉嫌毒品交易 於第18集被捕                                                                                     | 香港     | 1995年   |
| 鄭子誠 | 王鑑豪     | K.O.Sir 曾與孫美怡發生關係 被喬森、喬天生懷疑是殺害孫美怡的兇手 與趙美霞勾結 於第18集被捕，後在獄中自殺身亡 參見警察B Team | 香港     | 1995年   |
| 歐瑞偉 | 溫國華     | 契爺 警察 與王鑑豪勾結 於第17集受王鑑豪指使潛入黃倩儀家中搜集線索 於第18集被捕，後被停職 參見警察B Team                    | 香港     | 1995年   |

#### 1997年：澳門黑幫及當道案（第19－22、29－30集）
| 演員   | 角色     | 介紹 | 出現地點    | 出現期間       |
| 何啟南 | 易枝華   | 㩒釘華 龍飛之表哥 黑社會成員 孔正龍之手下 與龍廣鑫、阿超勾結 於第19集勒索羅威信及姚文英 於第19集受阿超指使破壞「羅信記」舖頭 姜勇之幫兇 於第29集受姜勇指使殺害喬天生未遂 於第29集再次勒索羅威信並指使阿貓、阿狗將其打至重傷 | 澳門        | 1997年至2005年 |
| 蕭正楠 | 羅威信   | 「羅信記」老闆 阿超之天敵 於第19集被易枝華等人勒索及打傷 於第29集再被易枝華等人勒索及被阿貓、阿狗打傷 參見羅家 | 澳門        | 1997年至2005年 |
| 曾慧雲 | 彩 姐    | 「羅信記」員工 於第19集目睹羅威信及姚文英被易枝華勒索經過 參見其他演員 | 澳門        | 1997年至2005年 |
| 張智軒 | 阿 超    | 「喜來記」車仔檔老闆 羅威信之天敵 與易枝華勾結 指使易枝華破壞「羅信記」舖頭 於第21集被另一黑幫勒索及打傷，後被羅威信及姚文英所救，事後與羅威信道謝                                                                          | 澳門        | 1997年         |
| 裘卓能 | 阿 貓    | 黑社會成員 易枝華之手下 於第29集勒索羅威信並將其打至重傷 | 澳門        | 1997年至2005年 |
| 戴耀明 | 阿 狗    | 黑社會成員 易枝華之手下 於第19集破壞羅威信的車仔檔 於第19集召集幫兇打傷羅威信及姚文英 於第29集勒索羅威信並將其打至重傷 | 澳門        | 1997年至2005年 |
| 喬寶寶 | 山度士   | Santos 澳門司警 與易枝華勾結 | 澳門、 香港 | 1997年         |
| 馬蹄露 | 孔 太    | 孔正龍之妻 於第21集險遭陳國星手下殺害 | 香港        | 1997年         |
| 王永禧 | 青 蛙    | 黑社會成員 喬天生之線人 | 澳門、 香港 | 1997年至2005年 |
|        | 陳國星   | 黑社會成員 其兒子被孔正龍殺害 | 香港        | 1997年至2005年 |
| 梁博恩 | 泰國殺手 | 陳國星之手下兼幫兇 於第21集企圖殺害孔太未遂並逃脫 於第29集被捕，指認姜勇是幫兇主謀 | 香港        | 1997年至2005年 |
| 葉家泓 | 泰國殺手 | 陳國星之手下兼幫兇 於第21集企圖殺害孔太未遂並逃脫 於第29集被捕，指認姜勇是幫兇主謀 | 香港        | 1997年至2005年 |
| 沈愛琳 | 金毛玲   | 孔正龍之前女友 | 香港        | 1997年         |
| 蔡曜力 | 金毛男   | 金毛玲之男友 | 香港        | 1997年         |

#### 2013年：卓靜、羅威信綁架案及販毒案（第1、31－32集）
| 演員   | 角色   | 介紹 | 出現地點 | 出現期間 |
| 鍾嘉欣 | 卓 靜  | Rachel 被豹哥綁架並被羅波迷昏，後與羅威信逃脫，最後清醒（第1、31集） 參見卓家 | 香港     | 2013年   |
| 陳展鵬 | 喬天生 | 化名為「羅波」 與鬼爺勾結，後反目 鬼爺、豹哥之手下，後反目 涉入黑社會，後為警方線人 綁架卓靜、羅威信（第1、31集） 於第32集被警方逮捕時被警方誤槍傷，後康復 於第32集被法庭公開讚揚破獲販毒案事情 參見羅家 | 香港     | 2013年   |
| 蕭正楠 | 羅威信 | 被豹哥綁架，後自救並與卓靜逃脫（第1、31集） 參見羅家 | 香港     | 2013年   |
| 黃煒溏 | 鬼 爺  | 龍頭老大 豹哥之頭目 羅波之頭目，後反目 黑幫首領、毒販 於第32集被警方逮捕 | 香港     | 2013年   |
| 林敬剛 | 豹 哥  | 龍頭大哥 鬼爺之手下 綁匪首領、毒販 武、花灑強、頭、財之頭目 羅波之頭目，後反目 綁架羅威信、卓靜（第1、31集） 於第32集被警方逮捕                                                                          | 香港     | 2013年   |
| 馬貫東 | 武     | 豹哥之手下 綁架羅威信、卓靜（第1、31集） 於第32集被警方逮捕 | 香港     | 2013年   |
| 杜大偉 | 花灑強 | 豹哥之手下 喬天生之同夥 綁架羅威信、卓靜（第1、31集） 於第32集被警方逮捕 | 香港     | 2013年   |
| 陳康健 | 頭     | 豹哥之手下 毒販 於第32集被警方逮捕 | 香港     | 2013年   |
| 李榮耀 | 財     | 豹哥之手下 毒販 於第32集被警方逮捕 | 香港     | 2013年   |
| 石天欣 | 慧     | 女學生 吸毒者 於第31集被鬼爺等人強姦，最後被車撞死 | 香港     | 2013年   |

### 其他演員
| 演員            | 角色     | 介紹 | 出現地點    | 出現期間       |
| 張振朗 （少年） | 姜 勇    | 從業電影時化名為「雷堅」 新晉黑幫話事人 孫美怡之男友 被懷疑謀殺孫美怡 與喬天生亦敵亦友，於第30集正式反目 視喬天生為大哥 第30集被警方拘捕，最後被判終身監禁 | 香港        | 1980年         |
| 張繼聰          | 姜 勇    | 從業電影時化名為「雷堅」 新晉黑幫話事人 孫美怡之男友 被懷疑謀殺孫美怡 與喬天生亦敵亦友，於第30集正式反目 視喬天生為大哥 第30集被警方拘捕，最後被判終身監禁 | 香港        | 1990年至2005年 |
| 貝安琪          | 花比奧   | Michelle Fabio 酒店集團行政總裁 Helen之女 卓靜之好友兼情敵，後反目 Danny仔之喜歡對象 曾被Danny仔騷擾 勾引喬天生，最后放弃                                  | 香港        | 1991年至2005年 |
| 梁暐昕 （童年） | 郭凱琳   | 琳琳 郭太之女 周玉梅之契女 羅威信之好友 暗恋罗威信 與龍飛假扮情侶 續集《巨輪II》交待於2005年後出國讀書                                                     | 澳門        | 1980年         |
| 劉思希          | 郭凱琳   | 琳琳 郭太之女 周玉梅之契女 羅威信之好友 暗恋罗威信 與龍飛假扮情侶 續集《巨輪II》交待於2005年後出國讀書                                                     | 澳門        | 1990年至2005年 |
| 何綺雲          | Ivy      | 公關公司之高級職員 卓靜之好友 | 澳門、 香港 | 1990年至1997年 |
| 曾慧雲          | 彩 姐    | 「羅信記」員工 | 澳門、 香港 | 1997年至2013年 |
| 吳香倫          | 施       | 「羅信記」員工 | 澳門、 香港 | 1997年至2013年 |
| 歐綺嘉          | 燕       | 「羅信記」員工 | 澳門、 香港 | 1997年至2013年 |
| 蘇恩磁          | 好 姐    | 小桃 郭家傭工 姚潤之舊情人 | 澳門        | 1980年至1995年 |
| 章志文          | 記 者    | 《好介紹》雜誌記者 | 香港        | 2013年         |
| 陳振業          | 蕭覺樺   | Richard Siu 姚文英委託之私家偵探（第1、31集） | 香港        | 2013年         |
| 陳榮峻          | 權 叔    | 偷渡客，後成為酒家經理 喬天生、羅威信少年時期在香港認識的朋友（第2、10集）                                                                                 | 香港        | 1980年至1990年 |
| 李海生          | 山 哥    | 的士司機 搭載喬天生、羅威信去辦事處登記 到達目的地時因喬天生、羅威信未付車資而教訓他們未遂（第2集）                                                        | 香港        | 1980年         |
| 黃梓瑋          | 陳師奶   | 村屋業主 周玉梅之舊業主（第2、9集） | 香港        | 1980年         |
| 羅天池          | 老 闆    | 髮廊老闆（第2集） | 香港        | 1980年         |
| 關浩揚          | Richard  | 髮型師（第2集） | 香港        | 1980年         |
| 蔡慧欣          | 妹 姐    | 美甲師（第2集） | 香港        | 1980年         |
| 李麗麗          | 方 姨    | 周玉梅初到澳門時認識的朋友 | 澳門        | 1980年         |
| 方伊琪          | 郭 太    | 郭凱琳之母 | 澳門        | 1980年至1990年 |
| 江富強          | 標 哥    | 大隻標 曾與羅富誠因找周玉梅的糾紛而與其發生打鬥（第3集）                                                                                                   | 澳門        | 1980年         |
| 麥嘉倫          | 祥       | 姚浩天之好友 姚亨、姚文英之天敵（第4、11集） | 澳門        | 1990年         |
| 蕭健楓          | 標       | 姚浩天之好友 姚亨、姚文英之天敵（第4、11集） | 澳門        | 1990年         |
| 魏惠文          | 張先生   | 房產經紀（第4、14－15集） | 澳門        | 1990年         |
| 黃得生          | 工 友    | 喬天生之同事（第3集） | 香港        | 1980年         |
| 方紹聰          | 古惑仔   | |             |                |
| 陳建文          | 裁縫師傅 | 卓靜之好友（第6集） | 香港        | 1990年         |
| 羅天宇          | 青年公子 | Michelle Fabio之相親對象，後分手（第6集） | 香港        | 1990年         |
| 鄭詠謙          | 艇仔明   | 明哥 外圍賭博莊家 羅富誠之債主（第6、11－12集） | 澳門、 香港 | 1990年至1992年 |
| 邵卓堯          | 發 叔    | 「聰發」茶餐廳老闆 | 澳門        | 1990年至1999年 |
| 尹詩沛          | LuLu     | Gordon之女友 與湯艾錫交談喝酒時遭其非禮，被男友Gordon發現並報警（第7集）                                                                                   | 香港        | 1990年         |
| 許家傑          | 周先生   | Stephen 卓靜之相親對象 卓寧之男友 餐廳經理 | 香港        | 1990年         |
| 王致迪          | Simon    | 周先生之私人助理（第7集） | 香港        | 1990年         |
| 謝靜婷          | 友 人    | | 香港        | 1990年         |
| 陳芷尤          | 小 紅    | 電兔 原為茶餐廳夥計 於第11集起成為龍福酒店夥計，後於第19集偷錢後失蹤 於第11集被姚浩男追求，後於第19集欺騙其感情並分手                                      | 澳門        | 1990年至1997年 |
| 李興華          | 手 下    | 姜勇之手下 於第30集與姜勇潛逃時被警方拘捕 | 香港        | 1990年至2005年 |
| 章景恆          | 手 下    | 姜勇之手下 | 香港        | 1990年至2005年 |
| 劉香萍          | Helen    | Michelle Fabio之母 | 澳門        | 1995年         |
| 趙希洛          | May      | Michelle Fabio之助理 | 香港        | 1995年         |
| 林芊妤          | Susan    | 卓一帆之祕書 | 香港        | 1997年         |
| 李成昌          | 張家海   | Andy 澳門酒店保安員 | 澳門        | 1997年         |
| 曾健明          | 姚 潤    | 潤叔 姚亨之兄 好姐之舊情人（第13集） | 澳門        | 1995年         |
| 朱滙林          | 姚 安    | 安仔 姚潤之子（第13集） | 澳門        | 1995年         |
| 陳狄克          | 阿 賓    | 包工頭 卓一帆之僱員 慾向卓一帆索要工資，但遭其拒絕 與卓一帆發生肢體糾紛時被喬天生制止，後被捕（第14－15集）                                                | 香港        | 1995年         |
| 楊證樺          | 車 手    | 誣告楊曼芝撞凹其座駕，後被楊曼芝教訓（第16集） | 香港        | 1995年         |
| 陳婉婷          | Fion     | 喬天生之祕書 | 澳門        | 1997年         |
| 溫家偉          | 疊碼仔   | 澳門賭場高利貸 因姚浩男賭博欠債，收到姚文英債款後未能釋放姚浩男 後由羅威信付清債款後釋放姚浩男（第22集）                                                   | 澳門        | 1997年         |
| 張國洪          | 疊碼仔   | 澳門賭場高利貸 因姚浩男賭博欠債，收到姚文英債款後未能釋放姚浩男 後由羅威信付清債款後釋放姚浩男（第22集）                                                   | 澳門        | 1997年         |
| 張達倫          | 蕭偉賢   | 阿賢 羅威信之好友 Judy之夫 | 澳門        | 2001年         |
| 宋熙年          | Judy     | 羅威信之好友 蕭偉賢之妻 姚文英之天敵 於第26集與姚文英互摑                                                                                                  | 澳門        | 2001年         |
| Bitto           | 司 警    | 澳門司警 | 香港、澳門  | 1997年至2001年 |
| 郭田葰          | 陳醫生   | 卓靜之主診醫生（第25集） | 香港        | 1999年         |
| 陳嘉嘉          | 報導員   | 報導卓靜被車撞傷一事（第25集） | 香港        | 1999年         |
| 鄧永健          | 黃紹輝   | Jeff 著名投資狙擊手 於第27集服藥後自殺 | 香港        | 1999年至2003年 |
| 曾建怡          | 報導員   | 報導黃紹輝墜樓事情（第27集） | 香港        | 2003年         |
| 張本立          | 公立醫生 | （第27集） | 香港        | 2003年         |
| 吳綺珊          | 趙姑娘   | 護士（第27集） | 香港        | 2003年         |
| 林景程          | David    | （第28集） | 香港        | 2003年         |
| 鄧英敏          | 澳門醫生 | （第28集） | 澳門        | 2003年         |
| 陳欣淘          | 澳門護士 | （第28集） | 澳門        | 2003年         |
| 楊瑞麟          | 程 豪    | 程大狀 卓一帆之好友 爲喬天生提供法律援助（第30集） | 香港        | 2005年         |
| 黃建東          | Eric     | 程大狀之助手 龍飛之好友（第30集） | 香港        | 2005年         |
| 李 豪           | 客 人    | （第31集） | 香港        | 2013年         |
| 梁麗翹          | 客 人    | （第31集） | 香港        | 2013年         |

## 劇情牽涉到的歷史事件
- 1980年：香港取消抵壘政策（第2集）
- 1982年：澳門放寬移民、澳門益隆爆竹廠大火（第3集）
- 1990年：黑社會入侵娛樂圈
- 1991年：香港大型金舖打劫案（第9集）
- 1997年：香港主權移交（第19集）
- 1997年：澳門黑社會當道案（第19集）
- 1997年：香港金融風暴（第23集）
- 1999年：澳門政權移交（第23集）
- 2003年：香港沙士事件（第27集）
- 2008年：香港金融海嘯（第30集）
- 2012年：香港特別行政區第四屆行政長官選舉（第30集）

## 獎項及提名

### TVB 馬來西亞星光薈萃頒獎典禮2013
| 年份 | 獎項              | 單位               | 結果             |
| ---- | ----------------- | ------------------ | ---------------- |
| 2013 | 最喜愛TVB電視劇集 | 巨輪               | 提名(最後五強)   |
| 2013 | 最喜愛TVB男主角   | 陳展鵬             | 提名(最後五強)   |
| 2013 | 最喜愛TVB男主角   | 蕭正楠             | 提名             |
| 2013 | 最喜愛TVB女主角   | 鍾嘉欣             | 獲獎             |
| 2013 | 最喜愛TVB女主角   | 田蕊妮             | 提名（最後五強） |
| 2013 | 最喜愛TVB男配角   | 阮兆祥             | 提名             |
| 2013 | 最喜愛TVB電視角色 | 卓 靜（鍾嘉欣飾）  | 獲獎             |
| 2013 | 最喜愛TVB電視角色 | 喬天生（陳展鵬飾） | 獲獎             |
| 2013 | 最喜愛TVB電視角色 | 羅威信（蕭正楠飾） | 獲獎             |
| 2013 | 最喜愛TVB電視角色 | 姚文英（田蕊妮飾） | 獲獎             |
| 2013 | 最喜愛TVB熒幕情侶 | 陳展鵬、鍾嘉欣     | 提名(最後五強)   |

### YAHOO!人氣大獎2013
| 年份 | 獎項       | 單位   | 結果 |
| ---- | ---------- | ------ | ---- |
| 2013 | 電視女藝人 | 鍾嘉欣 | 獲獎 |

### 萬千星輝頒獎典禮2013
| 獎項               | 單位   | 結果             |
| ------------------ | ------ | ---------------- |
| 最佳劇集           | 巨輪   | 提名（最後五強） |
| 最佳男主角         | 陳展鵬 | 提名（最後五強） |
| 最佳男主角         | 蕭正楠 | 提名             |
| 最佳女主角         | 鍾嘉欣 | 提名（最後五強） |
| 最佳女主角         | 田蕊妮 | 獲獎             |
| 最佳男配角         | 劉 江  | 提名             |
| 最佳男配角         | 阮兆祥 | 提名             |
| 最佳女配角         | 李司棋 | 提名             |
| 最受歡迎電視男角色 | 陳展鵬 | 提名             |
| 最受歡迎電視男角色 | 蕭正楠 | 提名             |
| 最受歡迎電視女角色 | 鍾嘉欣 | 提名             |
| 最受歡迎電視女角色 | 田蕊妮 | 獲獎             |
| 飛躍進步男藝員     | 蕭正楠 | 提名             |
| 傑出演員大獎       | 劉 江  | 獲獎             |

### Asian Television Awards 2014
| 年份 | 獎項       | 得獎者 | 結果 |
| ---- | ---------- | ------ | ---- |
| 2014 | 最佳女主角 | 鍾嘉欣 | 獲獎 |

## 迴響

### 觀眾評價

#### 喬天生與卓靜的結局
男女主角喬天生(陳展鵬飾)與卓靜(鍾嘉欣飾)的感情關係為續集埋下伏筆。

#### 多個配角下落不明
雖然劇集在卓靜和羅威信在山頂上期待喬天生歸來中結束，但此劇除龍飛（阮兆祥飾）和姚文英（田蕊妮飾）已成婚，Mandy（李璧琦飾）已升任為高級警員之外，其他如花比奧（貝安琪飾）、喬森（李國麟飾）、喬偉健（黃嘉樂飾）等配角都下落不明，引起了觀眾的不滿，指配角的下落不明令得此劇的總體架構不倫不類。至續集開拍，前作角色Mandy（李璧琦飾）、卓寧（李亞男飾）、郭凱琳（劉思希飾）及部分閑角以其他演員或客串身份參演續集。

### 影響

#### 巨輪效應
無綫新人石天欣因連續兩劇皆有演出而奪得注意。男女主角陳展鵬及鍾嘉欣也是因此劇人氣急升，以致出騷價也上升，其中男女主角陳展鵬、鍾嘉欣都分別獲捧為「最佳男/女主角」，兩人亦傳出緋聞，同劇拍檔蕭正楠及田蕊妮亦暗指該段緋聞有可信性。事件雖為兩人否認，

#### 受港視風波影響
2013年10月30日，由於王維基旗下的香港電視不獲香港政府發出香港新免費電視牌照，結果觸怒一眾香港網民，該天發起「全港熄電視日」，呼籲大眾於今晚7時至11時熄電視罷看現時節目，抗議政府私自為市民選台，觀眾連看電視的選擇權也沒有。結果，「熄電視行動」導致此劇收視下跌3點，流失19萬觀眾，企業傳訊部宣傳科副助理總監曾醒明昨指向來周三夜有賽馬活動同直播，過往紀錄顯示，慣性周三晚都會比平日有輕微調低，該提供的數字也看到有跌幅。並指香港是言論自由的地方，各方都可表達不同意見的自由。

### 觀眾投訴

#### 談及政治遭中國政府禁播
由於《巨輪》是一部與時代有關的劇集，橫跨1980年到2013年，讓觀眾期待會與《天與地》一樣提及政治，尤其六四事件。最後，主題曲中則有兩幕是反國教及六四全港遊行，網民擔心此劇會淪為被中國政府當局「河蟹」及封殺的劇集。結果，當劇情涉及1980年代時，則出現被中國河蟹的情況。旁白於第三集講述相關歷史片段時，提到1989年的八九民運、六四事件前的大遊行以及民主歌聲獻中華，該情節被中國刪掉。不過劇情只提到1989年5月，而未有提及6月的六四事件，然後直接跳到1991年的劇情，此舉使網民感到不滿。事後無綫電視外事部副總監曾醒明解釋，當晚播出的已經是這部劇的第一個版本，並強調並無修改過，又否認是因為要在中國播放，所以不提「六四」。同時指劇情只講1989年5月發生的遊行，六四事件還未有發生，所以當然不會出現「六四」兩個字，否則「分分鐘仲會覺得TVB歪曲歷史」。
當晚另有中國網民指有情節亦同樣被封殺，當劇情提到澳門大赦，由中國偷渡到澳門的人都可以得到暫時居留權，不過小朋友就算拿到居留權，也不可以享受澳門免費教育，接著畫面就被和諧掉。而接下來的一幕是講述在1982年澳門，劉江飾演的羅富誠因不敵年輕人而找不到廿八元一工的工作，便慨嘆想當年在中國「做唔做都有三十六」。有網民認為該片段亦遭刪去，或與文化大革命有關。不過，與《天與地》不同的是，最後此劇並未有完全在中國禁播，而優酷網上的版本最初未將上述片段加以處理，但在2017年以後，第3集被完全刪除。

#### 劇情犯駁及製作馬虎
此劇播映以來，穿崩情節屢見不鮮，此時代劇不斷遭觀眾投訴劇情及製作馬虎，網上亦流傳不少截圖佐證。再被指翻炒22年前同屬王心慰監製的舊劇《龍的天空》，劇集初期，通訊局就接獲9個投訴，包括指劇情不合理及沉悶、製作不認真、醜化香港人及美化澳門人。劇集中期，通訊局持續收到數宗投訴，指有吸煙的鏡頭、劇情無新意及沉悶、太多感情線及故事沒有連貫性。直到後期，無綫及通訊事務管理局在結局更錄得的投訴共21個，包括內容指不合理、意識不良和劇情發展太急，以及指劇情不合理、無新意、亂改歷史、不雅暴力與對年輕人有壞影響。

#### 置入式行銷
此劇是由澳門鉅記餅家贊助，在劇中經常以置入式行銷方法宣傳其產品，其中蕭正楠的角色更以該餅家的老闆為藍本，因此出現該餅家老闆為爛好人的情況，直接植入廣告則為觀眾不滿，其中兩週更以該餅家在澳門製作花生糖及杏仁餅起家為主要情節，通訊局接獲9個投訴，包括不滿替某商號賣廣告，其後幾乎每個星期也被投訴這種置入式行銷。

#### 演員戲份不均
劇集播出後，通訊局於劇集播映的首兩週收到6宗投訴，包括演員的戲份不平均，劇集中期，通訊局再收到4個投訴，包括不滿意此劇女主角鍾嘉欣戲份奇少。直到結局，再收到10宗投訴，包括斥責女主角鍾嘉欣在此劇的戲份太少。不過，此劇卻還是由女主角鍾嘉欣在大結局回憶又展望的一刻，收視率達到了100%，導致亞視同時間播映《高志森微博》零收視，連百分率也是零，緊接的《亞視大學堂》也如是。事件是繼王心慰另一電視劇《叛逃》被投訴偏私愛將及忽略一線演員後，再被投訴演員戲份不平均。

#### 配角田蕊妮爆冷奪視后
此劇配角田蕊妮爆冷奪得《萬千星輝頒獎典禮2013》「最佳女主角」及「最受歡迎電視女角色」獎項，賽果備受爭議，大量網民認為田蕊妮應該算是配角，沒有理由能夠成為視后，對賽果大表不滿，並對鍾嘉欣繼續未能成為視后感到不滿。

#### 結局投訴
大結局共收到10宗投訴，其中7宗指劇集情節發展太急兼不合情理，2宗斥責女主角鍾嘉欣戲份太少，1宗則指內容太血腥。

## 後續事件

### 收視屢創新低
自此劇之後，無綫電視劇集收視亦出現屢創新低的現象，加上無綫電視於2013年11月底發聲明表示把壹傳媒列為「不受歡迎媒體」，使得無綫劇集的網上關注度亦日益下降。

### “余黨”逐步當權
有傳媒指出，此劇配角之一田蕊妮與現任無綫電視助理總經理余詠珊關係密切，而事實上田蕊妮亦是余詠珊入主亞視期間提攜及捧紅的“亞視花旦”之一，因而被歸為“余詠珊派系”被極力捧的亞視幫成員，《巨輪》亦被視為“余詠珊派系”大勝及逐步當政的一大轉折點。
另外根據香港網絡大典記錄，余詠珊主政期間，改捧亞視幫（以前亞視藝人為主）、有線幫（以前有線電視藝人為主）、以及新人幫（包括星夢娛樂旗下歌手及香港小姐），直至2016年4月亞洲電視停播後，無綫更趁機吸納蔡國威、袁潔儀等前亞視藝人的加入，而以往的無綫當家小生及花旦則出現被雪藏、離巢、成婚、淡出的情況，被視為“一個時代的終結”。這種現象引起不少視迷及藝人的忠實粉絲不滿，甚至團結起來攻擊TVB及余詠珊。

### 乘勢宣傳澳門
此劇演員蕭正楠、田蕊妮亦在此劇播映前後成為澳門鉅記餅家的廣告代言人。至2014年8月，無綫為迎接澳門回歸中國十五週年，推出新節目《細味時代的巨輪》，由田蕊妮與蕭正楠做節目主持。雖然此節目只有兩集，但有部分觀眾及網民直言此節目如同為鉅記賣廣告，不如轉台，顯示觀眾對鉅記的置入式行銷已經厭煩。加上當時身為前亞視藝人的田蕊妮頻繁在無綫劇集及節目出鏡，引發觀眾質疑“TVB亞視化”。

### 開拍續集
此劇原班人馬於2015年7月開拍續集，前作的男女主角陳展鵬及鍾嘉欣因檔期問題只能於本劇客串，而陳凱琳成為此劇女主角，引起不少觀眾及視迷的不滿。續集《巨輪II》於2016年8月29日晚在翡翠台首播。惟續集表現參差，收視亦低於本輯。

## 收視
以下為本劇於香港無綫電視翡翠台、高清翡翠台之收視紀錄：
| 週次 | 集數   | 日期                     | 平均收視 | 最高收視 |
| 1    | 01－05 | 2013年9月23日－9月27日   | 26點     | 31點     |
| 2    | 06－10 | 2013年9月30日－10月4日   | 26點     | 28點     |
| 3    | 11－15 | 2013年10月7日－10月11日  | 26點     | 28點     |
| 4    | 16－20 | 2013年10月14日－10月18日 | 27點     | 30點     |
| 5    | 21－25 | 2013年10月21日－10月25日 | 27點     | 30點     |
| 6    | 26－30 | 2013年10月28日－11月1日  | 26點     | 29點     |
| 6    | 31－32 | 2013年11月2日            | 29點     | 33點     |

## 記事
- 2012年9月19日：此劇於12:30在將軍澳電視廣播城一廠灰位舉行造型記者會。[51]
- 2012年10月13日︰鍾嘉欣與陳展鵬為此劇拍攝2013無綫節目巡禮片段。[52]
- 2012年10月15日︰鍾嘉欣與陳展鵬在油麻地至佐敦位置進行拍攝工作。[53]
- 2012年10月17日：本劇於15:00在將軍澳電視廣播城十二廠開鏡拜神。[54]
- 2012年10月23日：鍾嘉欣與陳展鵬在九龍灣工業區進行拍攝工作。[55][56]
- 2012年11月21日：此劇首日於澳門取景，出發的演員有鍾嘉欣、李司棋、陳展鵬、蕭正楠、田蕊妮等。[57]
- 2012年12月19日：此劇於澳門的外景拍攝完畢，並舉行剎科宴。[58]
- 2012年12月30日：本劇演員鍾嘉欣和陳展鵬於九龍灣拍攝一場爆炸戲。[59][60]
- 2013年1月7日：本劇演員鍾嘉欣、陳展鵬、李亞男於尖沙咀半島中心拍攝外景。[61][62]
- 2013年1月8日：本劇演員鍾嘉欣於雜誌Face接受訪問時指巨輪將會於2月殺青。[63]
- 2013年1月29日：全劇幾近拍攝完畢，晚上舉行剎科宴。
- 2013年2月1日：全劇剎科。
- 2013年9月18日：此劇於15:15在長沙灣聖公會聖紀文小學舉行「我們的黃金時代」宣傳活動。[64]
- 2013年9月22日：此劇於13:00在樂富廣場舉行「見證兩地兄弟情」宣傳活動。[65]
- 2013年9月22日：特備節目《澳門鉅記餅家呈獻：巨輪世紀啟航》於23:30－23:45在翡翠台及高清翡翠台播映。
- 2013年10月13日：此劇於12:00於澳門媽閣廟前地舉行「回味夢想地·澳門」宣傳活動。[66]
- 2013年11月2日：此劇於20:30－20:40及22:40－22:45直播特備節目《澳門鉅記餅家呈獻：巨輪最美盛會》，並於20:40－22:40播出兩小時大結局。

## 軼事及選角
- 此劇「喬天生」原定由陳豪飾演，因他认为其他演员是没有达到标准而辭演，同時因陳豪辭演而有些微調動，後改由陳展鵬飾演。
- 此劇「羅威信」原定由陳展鵬飾演，因陳展鵬要接替陳豪的關係而辭演，後改由蕭正楠飾演。
- 劉思希於此劇飾演一名澳門人，而她在現實生活中亦是於澳門出生。
- 劉香萍與貝安琪是真正的母女關係，她們在此劇中首度以母女身份合作演出。
- 此劇是貝安琪唯一一部在無綫電視主演的劇集。
- 此劇是鍾嘉欣與蕭正楠繼《當旺爸爸》後再度合作。
- 此劇是鍾嘉欣與于洋繼《点解阿Sir系阿Sir》後再度饰演父女。
- 此劇是陳展鵬、阮兆祥與田蕊妮繼《真相》、《衝呀！瘦薪兵團》後第三度合作；當中陳展鵬與田蕊妮繼前兩者、《讀心神探》、《Only You 只有您》後第五度合作。
- 此劇是李司棋、陳展鵬繼《Only You 只有您》、《真相》、《心路GPS》後第四度合作。
- 此劇是陳展鵬首度飾演性格亦正亦邪的角色。
- 此劇是張繼聰首度飾演反派角色。
- 此劇是陳思齊、楊英偉在無綫電視的告別作。
- 2015年7月，此劇宣佈以原班人馬開拍續集《巨輪II》，續集男女主角原定由陳展鵬、鍾嘉欣出演，但因兩人分別同時要拍攝《城寨英雄》及《警犬巴打》而辭演，而只能客串第1-5集，故喬天生與卓靜故事結局未能更加圓滿，續集男女主角改由蕭正楠、陳凱琳出演。

## 電視節目的變遷
| 香港無綫電視翡翠台、高清翡翠台 9月23日至11月1日 星期一至五 20:30-21:30 時段 | 香港無綫電視翡翠台、高清翡翠台 9月23日至11月1日 星期一至五 20:30-21:30 時段 | 香港無綫電視翡翠台、高清翡翠台 9月23日至11月1日 星期一至五 20:30-21:30 時段                                                                                                 |
| --------------------------------------------------------------------------- | --------------------------------------------------------------------------- | --- |
|                                                                             | 巨輪 （第1-30集） （2013.09.23 - 2013.11.01）                               | |
| 情逆三世緣 （第20-29集） （2013.09.09 - 2013.09.20）                        | On Call 36小時II （第1-11集） （2013.11.04 - 2013.11.18）                   | |
| 香港無綫電視翡翠台、高清翡翠台 11月2日 星期六 20:40-22:40 時段              |                                                                             | |
| 開心魔法 （2013.10.26）（20:30-22:45）                                      | 巨輪（大結局） （香港首播版第31集，原裝版第31-32集) （2013.11.02）          | 街頭魔法王 （2013.11.09 - 2013.11.30）（20:30-21:30） 最瀛自由行 （2013.11.09 - 2013.11.16）（21:30-22:30） 超級工程 （第4-5集） （2013.11.09 - 2013.11.16）（22:30-23:30） |

| 無綫電視翡翠台 凌晨劇集時段 星期二至六 00:15-01:20 | 無綫電視翡翠台 凌晨劇集時段 星期二至六 00:15-01:20 | 無綫電視翡翠台 凌晨劇集時段 星期二至六 00:15-01:20 |
| -------------------------------------------------- | -------------------------------------------------- | -------------------------------------------------- |
|                                                    | 巨輪 （2015年1月9日－2015年2月18日）               |                                                    |
| 潛行狙擊 （2014年11月26日－2015年1月8日）          | My盛Lady （2015年2月19日－2015年2月22日）          |                                                    |

| 美國 TVBe 16:00-17:00 時段（西岸時間） | 美國 TVBe 16:00-17:00 時段（西岸時間）       | 美國 TVBe 16:00-17:00 時段（西岸時間） |
| -------------------------------------- | -------------------------------------------- | -------------------------------------- |
|                                        | 巨輪 （2013.09.23 - 2013.11.01）             |                                        |
| 情逆三世緣 （2013.08.12 - 2013.09.20） | On Call 36小時II （2013.11.04 - 2013.12.13） |                                        |

| 加拿大 新时代2高清台 09:00-10:00、16:30-17:30、20:30-21:30 時段（西岸時間） | 加拿大 新时代2高清台 09:00-10:00、16:30-17:30、20:30-21:30 時段（西岸時間） | 加拿大 新时代2高清台 09:00-10:00、16:30-17:30、20:30-21:30 時段（西岸時間） |
| --------------------------------------------------------------------------- | --------------------------------------------------------------------------- | --------------------------------------------------------------------------- |
|                                                                             | 巨輪 （2013.09.23 - 2013.11.01）                                            |                                                                             |
| 情逆三世緣 （2013.08.12 - 2013.09.20）                                      | On Call 36小時II （2013.11.04 - 2013.12.13）                                |                                                                             |

| 澳洲 TVBJ 19:15－20:15 時段            | 澳洲 TVBJ 19:15－20:15 時段                  | 澳洲 TVBJ 19:15－20:15 時段 |
| -------------------------------------- | -------------------------------------------- | --------------------------- |
|                                        | 巨輪 （2013.09.24 - 2013.11.05）             |                             |
| 情逆三世緣 （2013.08.13 - 2013.09.25） | On Call 36小時II （2013.11.06 - 2013.12.19） |                             |

| 馬來西亞 Astro On Demand劇集首映 星期一至五 20:30－21:30 時段 | 馬來西亞 Astro On Demand劇集首映 星期一至五 20:30－21:30 時段 | 馬來西亞 Astro On Demand劇集首映 星期一至五 20:30－21:30 時段 |
| ------------------------------------------------------------- | ------------------------------------------------------------- | ------------------------------------------------------------- |
|                                                               | 巨輪 （2013.09.26 - 2013.11.01）                              |                                                               |
| 情逆三世緣 （2013.08.12 - 2013.09.25）                        | On Call 36小時II （2013.11.04 - 2013.12.13）                  |                                                               |

| 星和娱家戏剧台 劇集首映 星期一至五 20:00—21:00 時段 | 星和娱家戏剧台 劇集首映 星期一至五 20:00—21:00 時段 | 星和娱家戏剧台 劇集首映 星期一至五 20:00—21:00 時段 |
| --------------------------------------------------- | --------------------------------------------------- | --------------------------------------------------- |
|                                                     | 巨輪 （2014.01.01－2014.02.13） PG13 成人题材       |                                                     |
| 情逆三世緣 （2013.11.19－2013.12.31）               | On Call 36小時II （2014.02.14－2014.03.27）         |                                                     |

| 台灣 TVBS歡樂台 星期一至五 20:00 - 21:00 | 台灣 TVBS歡樂台 星期一至五 20:00 - 21:00 | 台灣 TVBS歡樂台 星期一至五 20:00 - 21:00 |
| ---------------------------------------- | ---------------------------------------- | ---------------------------------------- |
|                                          | 巨輪 （2014.04.07 - 2014.05.20)          |                                          |
| 法外風雲 （2014.02.20 - 2014.04.04）     | 天梯 （2014.05.21 - 2014.06.24)          |                                          |

| 马来西亚 Astro華麗台、Astro至尊HD · 10月6日 Astro至尊HD改為Astro華麗台HD高清同步播出 · 星期一至五 20:30 - 21:30 | 马来西亚 Astro華麗台、Astro至尊HD · 10月6日 Astro至尊HD改為Astro華麗台HD高清同步播出 · 星期一至五 20:30 - 21:30 | 马来西亚 Astro華麗台、Astro至尊HD · 10月6日 Astro至尊HD改為Astro華麗台HD高清同步播出 · 星期一至五 20:30 - 21:30 |
| --- | --- | --- |
| | 巨輪 （2014.09.29 - 2014.11.11）                                                                                | |
| On Call 36小時II （2014.08.15－2014.09.26）                                                                     | 情逆三世缘 （2014.11.12 - 2014.12.24）                                                                          | |

| 加拿大 新时代1台 20:05-21:00、00:35-01:25時段（西岸時間） | 加拿大 新时代1台 20:05-21:00、00:35-01:25時段（西岸時間） | 加拿大 新时代1台 20:05-21:00、00:35-01:25時段（西岸時間） |
| --------------------------------------------------------- | --------------------------------------------------------- | --------------------------------------------------------- |
|                                                           | 巨輪 （2014.11.06－2014.12.23）                           |                                                           |
| 情逆三世緣 （2014.09.24 - 2014.11.05）                    | 法外風雲 （2014.12.24 - 2015.02.09）                      |                                                           |

| 马来西亚 八度空間 星期一至五 19:00 - 20:00 | 马来西亚 八度空間 星期一至五 19:00 - 20:00 | 马来西亚 八度空間 星期一至五 19:00 - 20:00 |
| ------------------------------------------ | ------------------------------------------ | ------------------------------------------ |
|                                            | 巨輪 （2015.10.19 - 2015.12.01）           |                                            |
| 法外風雲 （2015.09.03 - 2015.10.16）       | 舌劍上的公堂 （2015.12.02 - 2016.01.05）   |                                            |

| 新加坡 新传媒U频道 星期一至五 22:00 - 23:00 | 新加坡 新传媒U频道 星期一至五 22:00 - 23:00 | 新加坡 新传媒U频道 星期一至五 22:00 - 23:00 |
| ------------------------------------------- | ------------------------------------------- | ------------------------------------------- |
|                                             | 巨輪 （2015.11.02 - 2015.12.15）            |                                             |
| 衝上雲霄II （2015.09.02 - 2015.10.30）      | 白色追緝令 （2015.12.16 - 2016.01.22）      |                                             |
| （重播）星期一至五 18:00 - 19:00            |                                             |                                             |
| —                                           | 巨輪 （2016.06.10 - 2016.07.11）            | 拥抱太阳的月亮 （2016.07.12 - 2016.08.）    |

| 台灣 TVB 8-MOD 星期一至五 17:00-18:00 時段 | 台灣 TVB 8-MOD 星期一至五 17:00-18:00 時段 | 台灣 TVB 8-MOD 星期一至五 17:00-18:00 時段 |
| ------------------------------------------ | ------------------------------------------ | ------------------------------------------ |
|                                            | 巨輪 （2015年12月2日－2016年1月14日）      |                                            |
| 收規華 （2015年9月25日－11月3日）          | 待定 （2016年1月15日－2016年2月）          |                                            |

| 香港、 马来西亚 千禧经典台 追剧之王时段 · 星期六至日 06:00-08:30（香港时间） · 星期六至日 06:04-08:34（马来西亚时间）（三集连播） · 9月24日及11月4日仅播一集 | 香港、 马来西亚 千禧经典台 追剧之王时段 · 星期六至日 06:00-08:30（香港时间） · 星期六至日 06:04-08:34（马来西亚时间）（三集连播） · 9月24日及11月4日仅播一集 | 香港、 马来西亚 千禧经典台 追剧之王时段 · 星期六至日 06:00-08:30（香港时间） · 星期六至日 06:04-08:34（马来西亚时间）（三集连播） · 9月24日及11月4日仅播一集 |
| --- | --- | --- |
| | 巨輪 （2023年9月24日 - 2023年11月4日） | |
| 施公奇案II （2023年9月2日 - 2023年9月24日） | 巨輪II （2023年11月4日 - 2023年12月17日） | |